# Cuarirenda
Cuarirenda (auch: Kuarirenda) ist eine Ortschaft im Departamento Santa Cruz im südöstlichen Tiefland des südamerikanischen Andenstaates Bolivien.

## Lage im Nahraum
Cuarirenda ist die viertgrößte Ortschaft des Kanton Izozog im Municipio Charagua in der Provinz Cordillera. Cuarirenda liegt auf einer Höhe von 373 m im bolivianischen Gran Chaco, zwei Kilometer westlich des Río Parapetí, der hier in nördlicher Richtung fließt, bis er rund einhundertfünfzig Kilometer flussabwärts im Feuchtgebiet der Bañados de Izozog nach und nach versickert.

## Geographie
Cuarirenda liegt in den wechselfeuchten Tropen und weist eine deutliche Trockenzeit in den Monaten Mai bis Oktober auf (siehe Klimadiagramm Villamontes), das Klima ist semihumid.
Die Jahresdurchschnittstemperatur beträgt rund 25 °C, mit 19 bis 20 °C im Juni und Juli und über 28 °C von Oktober bis Februar. Der Jahresniederschlag beträgt unter 700 mm, feuchteste Monate sind Dezember bis März mit etwa 100 mm und trockenste Monate Mai bis September mit nur seltenem Niederschlag.

## Verkehrsnetz
Cuarirenda liegt in einer Entfernung von 260 Straßenkilometern südöstlich von Santa Cruz, der Hauptstadt des gleichnamigen Departamentos.
Von Santa Cruz führt die asphaltierte Nationalstraße Ruta 9 in südlicher Richtung über Cabezas nach Abapó am Ufer des Río Grande und weiter über Ipitá und Villamontes nach Yacuiba an der bolivianischen Grenze zu Argentinien. Fünf Kilometer südlich von Abapó zweigt in östlicher Richtung die Ruta 36 ab, von der 33 Kilometer weiter südlich – sechs Kilometer vor San Isidro del Espino – eine unbefestigte Piste schnurgerade in östlicher Richtung abzweigt und Cuarirenda nach 80 Kilometern erreicht.

## Bevölkerung
Die Einwohnerzahl der Ortschaft ist im Jahrzehnt zwischen den beiden letzten Volkszählungen geringfügig zurückgegangen:
| Jahr | Einwohner         | Quelle       |
| ---- | ----------------- | ------------ |
| 1992 | keine Detaildaten | Volkszählung |
| 2001 | 586               | Volkszählung |
| 2012 | 565               | Volkszählung |
| 2024 |                   | Volkszählung |

Die Region weist einen deutlichen Anteil an Guaraní-Bevölkerung auf, im Municipio Charagua sprechen 48,8 Prozent der Bevölkerung Guaraní.